# Kinedryl
Kinedryl je lék používaný k potlačení kinetózy, tedy jako antiemetikum. Vyrábí se v ČR a Československu od roku 1969.

## Léková forma
Kinedryl je ve formě bílých kulatých tablet se čtvrtícími rýhami.

## Složení
Účinnou látkou je moxastin-teoklát (sůl, příp. adiční sloučenina (kokrystal) moxastinu a 8-chlortheofylinu) a kofein. Tableta Kinedrylu obsahuje 25 mg moxastin-teoklátu a 30 mg kofeinu.

## Účinek
Moxastin teoklát je H1 antihistaminikum, má však také sedativní a anxiolytické účinky. Proti nim působí přítomný kofein a také theofylinu podobný 8-chlortheofylin.